# 本部採石所
本部採石所（もとぶさいせきしょ、英語: Motobu Quarry）は、沖縄県本部町にあったアメリカ軍基地。基地建設用の資材、セメント原料の採石場として使用し、また海岸部分を埋め立てた。沖縄返還協定「了解覚書」で日本に返還される米軍基地C表にもとづき、1972年に返還された。現在は琉球石灰岩の採石場が密集する一帯となっているが、国の天然記念物「塩川」（すがー）の南側にあり、乱開発による水質汚染と土砂流出が懸念されている。

## 概要
本部採石所は、1971年に日米間で合意された沖縄返還協定了解覚書において、返還される米軍基地リストC表に記載され、1972年に返還された。
- 名称:本部採石所（Motobu Quarry）[1][2]
- 場所:沖縄県本部町塩川
- 返還:1972年5月14日

## 歴史
1944年、沖縄上陸前からアメリカ軍は建築資材用の固い砂岩やセメント材料に使用する石灰岩の採掘場として、本部半島に注目していた。既にある石灰岩の石切り場として、瀬底島、伊江島、本部半島、読谷と嘉手納の日本軍両飛行場、那覇と具志頭の海岸などの名前も挙げられている。
1950年代初頭、朝鮮戦争のさなか、さらなる土地の接収と基地の拡大（銃剣とブルドーザー）を目指すアメリカ軍は沖縄で3か所の採石所を操業していたが、その中で最大のものが本部採石所であった。石灰岩は本部採石所で砕かれ、港からさらに約64キロメートル（40マイル）南の牧港に運ばれて加工された。米陸軍工兵隊はその地学報告書で、安和や塩川（すがー）の豊かな植物群におおわれた斜面が良質な結晶化した石灰岩で覆われ、切り立った山が巨大な石灰岩でできていることを報告している。
1952年12月。戦後、米国の建築技術をもとに、日本本土のゼネコンが請け負い、沖縄で安価な労働者を利用するという形の米軍基地建設が定着するが、沖縄ではこの年、本土と同等の労働三法を求め、それまで見られなかった組織的な労働争議が続発した。12月には本部採石場で日本本土の建設会社清水組に対して労働者がストライキとハンガー・ストライキを実施した。
1961年2月8日、メースなどの核兵器配備と管理を担った第498戦術ミサイル群（498th TMG）が、ボーローポイント補助施設、本部採石所、本部飛行場、キャンプ・ハンセンの4か所にミサイルサイトを建設し、本部採石所には10基を配備したという記録がいくつかみられる。

## アメリカ軍が埋め立てた地所
本部採石所は、1971年の沖縄返還協定了解覚書においてC表-9に記載され、返還されることが決まったが、アメリカ軍が沖縄の土地を埋め立て占有した合計7か所の地所は、沖繩返還協定第六条三項によって国有地となることが定められた。

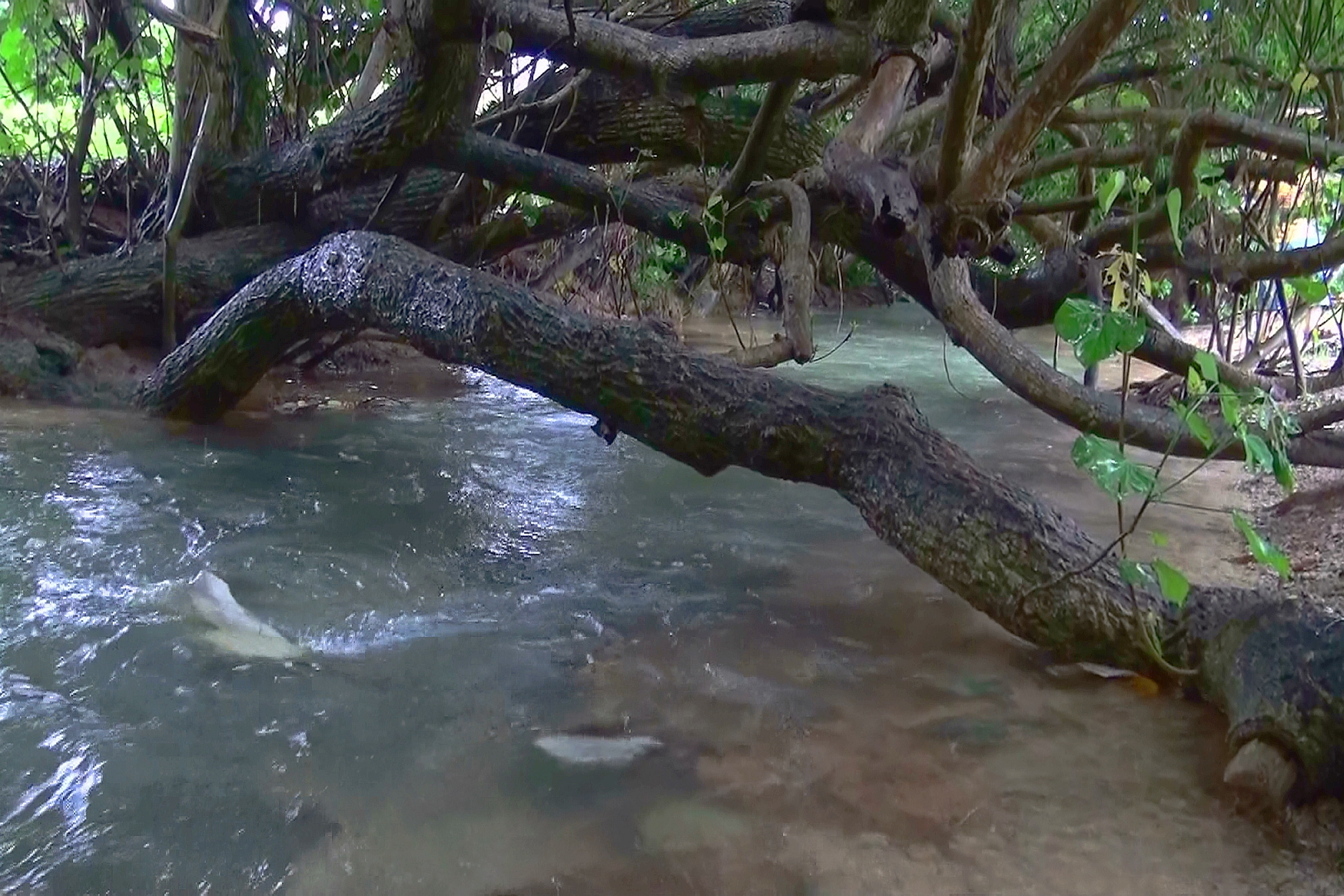
国の天然記念物 塩川

| アメリカ軍が埋め立てた主な地所名         | 埋立面積                         | 所在地   |
| ---------------------------------------- | -------------------------------- | -------- |
| 本部採石所                               | 5.3ヘクタール（13.1エーカー）    | 本部町   |
| 牧港補給地区                             | 33ヘクタール（82エーカー）       | 浦添市   |
| キャンプ・コートニー                     | 2.65ヘクタール（6.56エーカー）   | うるま市 |
| 那覇港湾施設                             | 17.42ヘクタール（43.07エーカー） | 那覇市   |
| カルテックス・ブラックオイル・ターミナル | 1.32ヘクタール（3.27エーカー）   | 那覇市   |
| 奥武山公園地区 (奥武山捕虜収容所)        | 8.38ヘクタール（20.73エーカー）  | 那覇市   |
| 那覇空港                                 | 18.52ヘクタール（45.77エーカー） | 那覇市   |

## 返還
本部採石所は、1971年に日米間で合意された沖縄返還協定了解覚書において、返還される米軍基地リストC表に記載され、それに従って返還された。
- 1969年6月30日、54,000㎡の返還。
- 1972年5月14日、376,000㎡の返還。

合計返還面積430,000㎡は、いずれも民間の採石場となる。琉球セメント、國場組、本部採石などが採掘を行う。

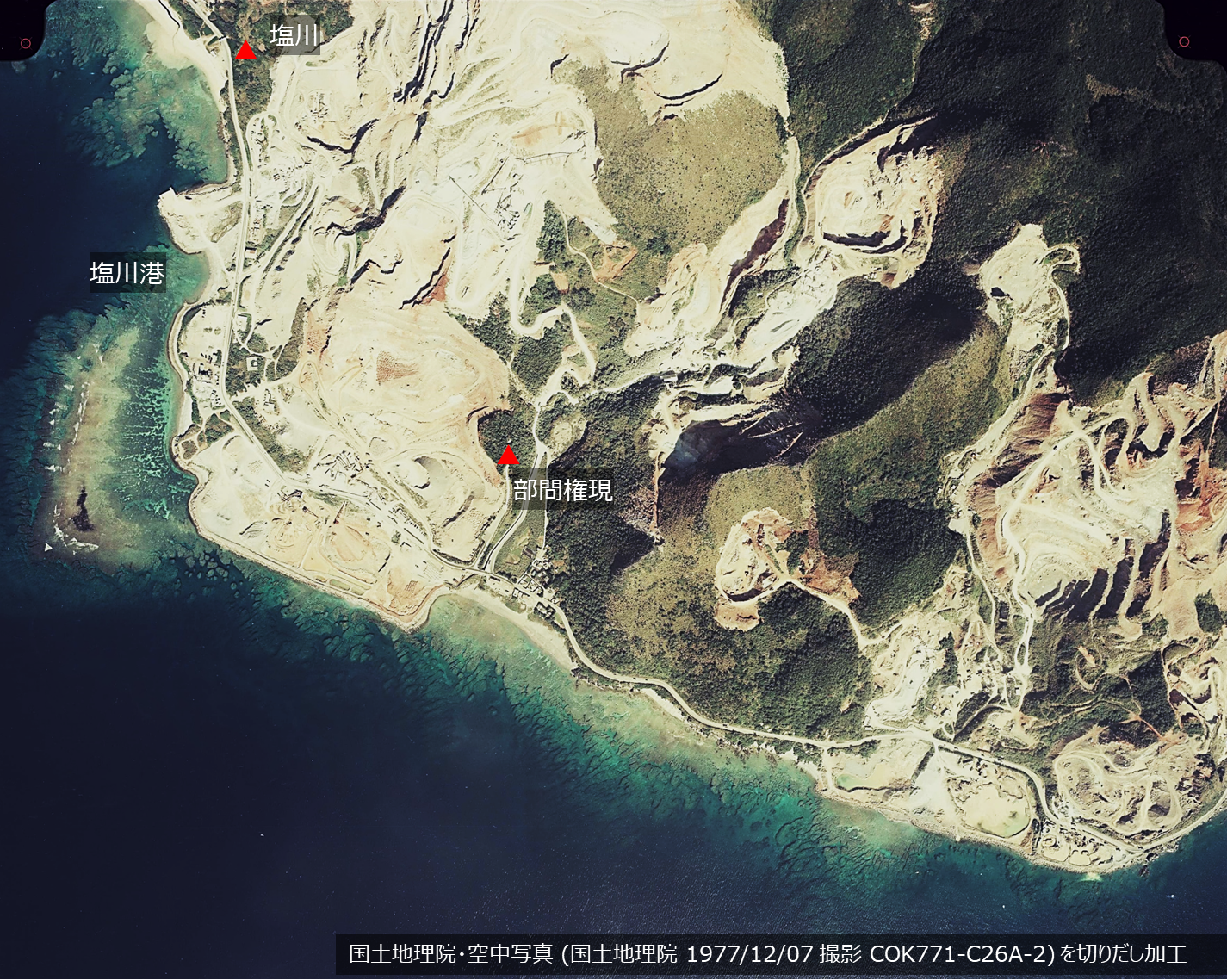
本部半島の採石所 (1977年の空中写真)。

## 現在の本部採石所
米軍の本部採石場は沖縄返還前日の1972年5月14日に返還され、翌日5月15日には塩川が国の天然記念物に指定される。返還後は、琉球セメント、國場組、本部採石工業などの採石事業が拡大する。1975年の沖縄海洋博を前に、再開発ブームと共に、本部採石場が引き起こす環境破壊が危惧される中、1973年には、塩川の水量の減少や、赤土流出、白濁を避けるため、沖繩開発庁の総合事務局と労働商工部で採石場移転の可能性を模索し調査が行われた。沖縄海洋博への主要幹線道路となる国道449号線の粉じんと採石による自然破壊は、国会でも取り上げられ論じられたが、対策が講じられることはなかった。
2013年の研究では、塩川の水質検査でわずかに金属が検出されており、採石場からの排水が混入している可能性があるのではないかと考えられている。また赤色土の混じる地下水や、石灰の混入によるものと思われる白濁水が流出しており、採石場からの影響を正しく計測する必要があるとしている。

本部の採石場はすぐ北側にある国の天然記念物「塩川」や塩川に関連する聖所「御嶽」のすぐ南側と西側を囲むところまで迫っている。大掛かりな山の切り出しでダンプカーが往来し、周辺の道路は常に粉じんが張り付いている。乱開発による水質汚染と土砂流出が懸念されており、塩川が赤土で濁ることも報告されている。辺野古の基地建設に伴う大浦湾の埋め立て用の土砂や、小禄半島一帯の米軍基地がほとんど返還されることなく陸海空の自衛隊基地へと移管されたことで手狭になった那覇空港を拡張するための第二滑走路建設の土砂も、この本部採石場から採掘されている。これ以上削られれば、山の形は無くなるとして、県土の無秩序な開発を防止するため、市民団体は県が制定している「県土保全条例」の適応を求めている。

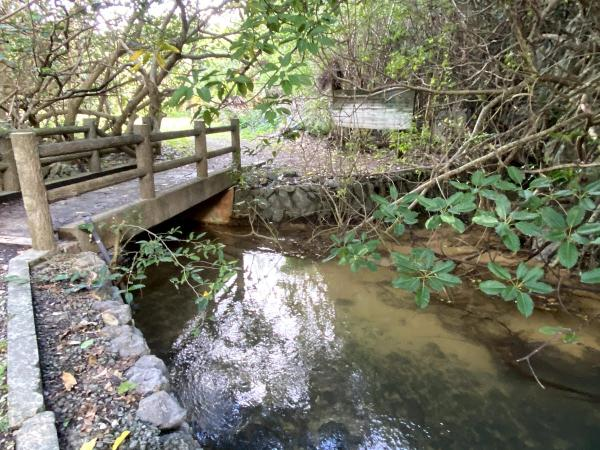
塩川

## 名所

### 塩川
塩川（すがー）

### 部間権現
部間権現（ぶーまごんげん）

## 参考事項
- 沖縄の米軍基地